# Arachnothryx cupreiflora
Arachnothryx cupreiflora är en måreväxtart som först beskrevs av Karl Moritz Schumann och Kurt Krause, och fick sitt nu gällande namn av Julian Alfred Steyermark. Arachnothryx cupreiflora ingår i släktet Arachnothryx och familjen måreväxter. Inga underarter finns listade i Catalogue of Life.